# 对2016年奥兰多夜店枪击案的反应

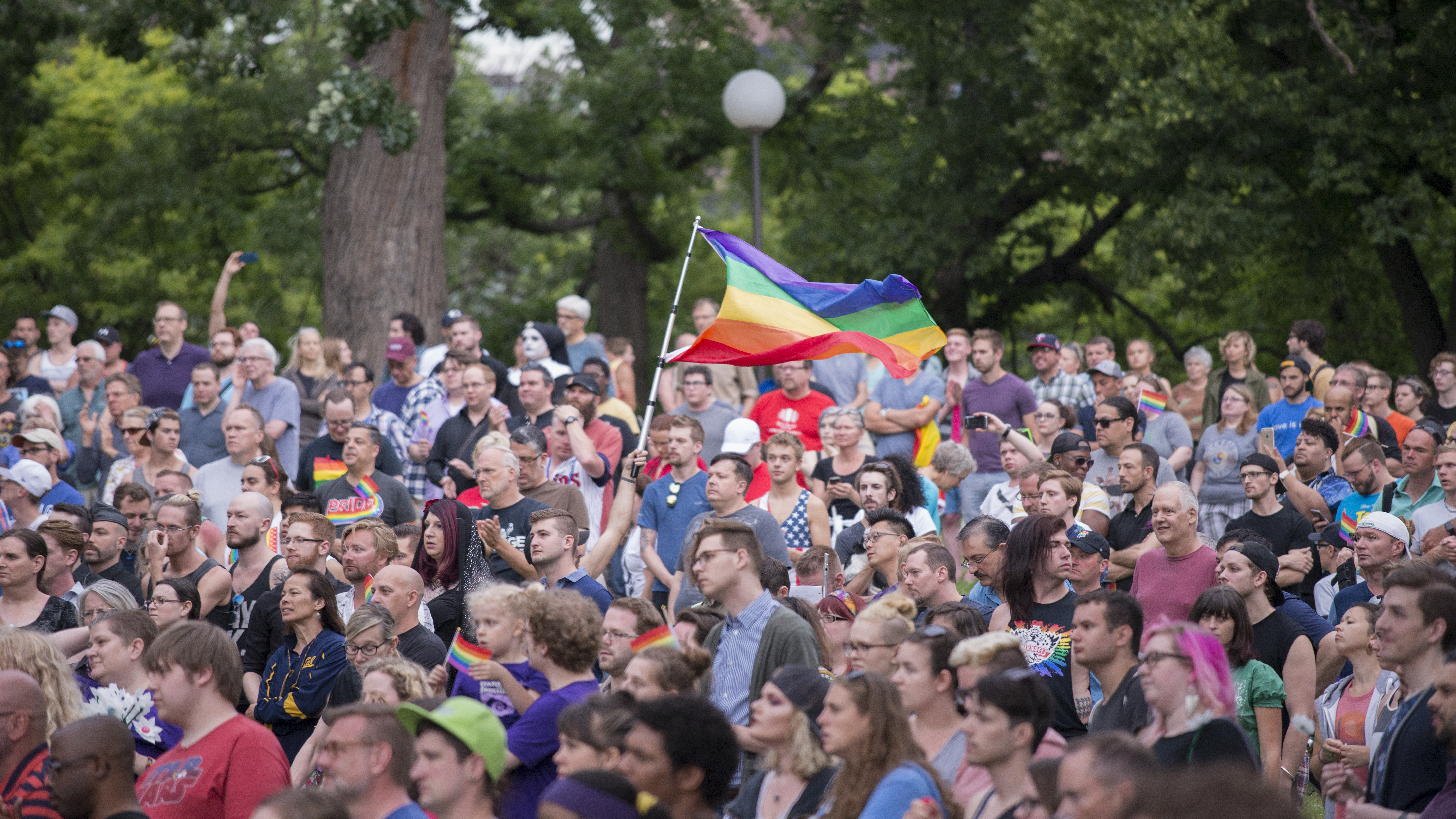
在明尼阿波利斯举行的为奥兰多夜店枪击案受害者的守夜

对2016年奥兰多夜店枪击案的反应包括了2016年奥兰多夜店枪击案发生地美国及其他国家或国际组织在内的政治和宗教领袖、公众及舆论对该事件的反应。奥马尔·马丁在2016年6月12日对脉冲LGBT夜店的枪击案在美国国内引发了有关宪法权力与枪支管控的辩论；向受害者及其亲属朋友致哀；有组织的守夜、祈祷及哀思；向美国及全球的LGBT社区表示支持。

## 美国国内反应

### 联邦政府
美国白宫发表声明，向遇难者表示哀悼。时任美国总统的奥巴马指示联邦政府提供“追求调查和支持社群”所需的任何援助。 在讲话中，奥巴马总统指责这次枪击案是“仇恨行为”和“恐怖行为”。 总统还下令美国国旗下半旗，直至6月16日日落。 6月13日，美国众议院众议长保罗·莱恩在众议院议事前下令起立默哀一分钟，向枪击案的受害者致哀。

### 州政府
- 佛罗里达州：州长里克·斯科特向所有受影响者表示支持。[7] 佛罗里达州参议员马可·鲁比奥表示，他“为那些在这种毫无意义的仇恨、暴力和恐怖行为中受伤的人祈祷，并为那些丧生的人致哀”。[8]
  - 奥兰多市：市长（英语：List of mayors of Orlando, Florida）巴迪·戴尔（英语：Buddy Dyer）宣布奥兰多市进入紧急状态，并请求州长斯科特宣布佛罗里达州也进入紧急状态。[9][10]